# Championnat de Russie de basket-ball
 (mars 2021).
Si vous disposez d'ouvrages ou d'articles de référence ou si vous connaissez des sites web de qualité traitant du thème abordé ici, merci de compléter l'article en donnant les références utiles à sa vérifiabilité et en les liant à la section « Notes et références ».
Le championnat de Russie de basket-ball a souvent changé de formule depuis la création de la Russie en 1991.

## Première division
La Superligue de Russie de basket-ball (Суперлига) est la compétition de plus haut niveau, elle est fondée en 1992. À la fin de la saison 2010-2011, la Superligue devient la seconde division du championnat et est remplacée par la Ligue professionnelle de basket-ball (PBL) où évoluent les 10 meilleurs clubs russes. La PBL fonctionne 3 saisons, toutes remportées par le CSKA Moscou. Pour affronter une plus forte opposition et pour limiter le nombre de rencontres (la plupart des clubs de la PBL jouent déjà en VTB United League), la PBL et la VTB fusionnent à partir de la saison 2013-2014.

## Deuxième division
Depuis 2010, la seconde division est la Superligue de Russie de basket-ball, elle est issue de la fusion entre la Superligue A qui était auparavant la première division et de la Superligue B.
Le troisième niveau est la division supérieure (Vyschaïa liga, Высшая лига) et le quatrième, la première division (Piervaïa liga, Первая лига).